# Ata Demirer

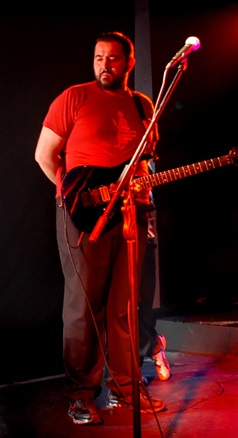
Ata Demirer (2008)

Ata Demirer (* 6. Juli 1972 in Bursa) ist ein türkischer Kabarettist, Komiker, Schauspieler und Musiker.

## Leben und Karriere
Demirer, der ab 1991 das Staatskonservatorium für Türkische Musik an der Technischen Universität Istanbul besuchte, betrat 1995 mit dem Stück Komik Para zum ersten Mal die Bühne. Im gleichen Jahr gründete er das Veranstaltungsorchester Ege Kumpanyası. Mit Hilfe von Uğur Yücel begann er seine berufliche Tätigkeit als Schauspieler.
1998 trat er im Kulturzentrum Leman Kültür auf. 2001 war er für die Vorbereitung und Moderation der Sendung Korsan TV auf Star TV zuständig. Ata Demirers Show Tek Kişilik Dev Kadro wiederholte sich inzwischen zum 700. Mal.
Ata Demirer spielte in dem Film Firuze, Wo Bist Du? von 2004 die Nebenrolle des Hamit Hayran. Im Jahr 2006 spielte er eine Rolle in dem Filme Kısık Ateşte 15 Dakika.
Seit April 2012 war Demirer mit der Schauspielerin Özge Borak verheiratet.
Am 12. November 2014 gab das Paar bekannt, sich einvernehmlich zu trennen.

## Filmografie
- 2004: Neredesin Firuze
- 2004: Vizontele Tuuba
- 2006: Kısık Ateşte 15 Dakika
- 2008: Osmanlı Cumhuriyeti
- 2010: Eyyvah Eyvah
- 2011: Eyyvah Eyvah 2
- 2012: Berlin Kaplanı
- 2014: Eyyvah Eyvah 3
- 2015: Niyazi Gül Dörtnala
- 2017: Olanlar Oldu
- 2018: Hedefim Sensin
- 2019: Organize Isler 2
- 2022: Bursa Bülbülü

### TV-Serien
- 2004–2006/2008–2009: Avrupa Yakası
- 2001–2004: Tatlı Hayat

### TV-Programme
- 2001: Korsan TV
- 2007: Hacıyatmaz

## Diskografie

### Alben
- 2005: Makara
- 2014: Alaturka

### Livealben
- 2005: Tek Kişilik Dev Kadro 1
- 2011: Tek Kişilik Dev Kadro 2

### EPs
- 2006: Exit

### Soundtracks
- 2023: Bursa Bülbülü

### Singles
- 1992: İsmail (mit Grup Vitamin)
- 2004: Tavla
- 2004: Çizdim
- 2004: İtirazım Yok
- 2004: Maskeli Balo
- 2006: Fındık Fıstık
- 2008: Bu Fasulya (7,5 Lira)
- 2009: Adanın Yeşil Çamları (mit Serkan Çağrı)
- 2012: Sabır (mit Killa Hakan)
- 2013: Sitem
- 2016: Akdeniz
- 2018: Bahçe Duvarından Aştım
- 2019: Şanıma İnanma (mit Yaşar Gaga)
- 2020: Mahmure (mit Nükhet Duru)
- 2023: Unutabilsem (40 Yıl)[2]